# Antananarivo-Avaradrano
Antananarivo-Avaradrano is een district van Madagaskar in de regio Analamanga. Het district telt 343.516 inwoners (2011) en heeft een oppervlakte van 617 km², verdeeld over 12 gemeentes.